# گمینا سامبوژتس

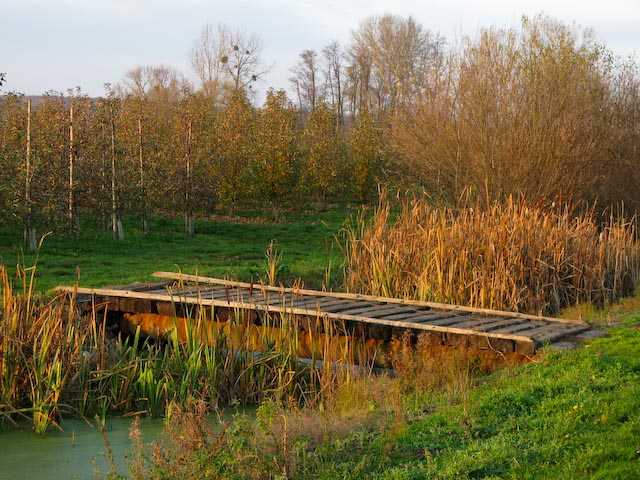

گمینا سامبوژتس (به لهستانی:  Gmina Samborzec) یک گمینا در لهستان است که در شهرستان ساندومیژ واقع شده‌است. گمینا سامبوژتس ۸۵٫۳۷ کیلومتر مربع مساحت و ۸٬۶۵۷ نفر جمعیت دارد.